# Fontaines du décret de Saint-Cloud
Ne doit pas être confondu avec Fontaines de la porte de Saint-Cloud.
Les fontaines du décret de Saint-Cloud sont un ensemble de quinze fontaines de Paris, en France, dont la construction est décidée par Napoléon Ier en mai 1806.

## Historique
Sous le Premier Empire, un décret impérial pris le 2 mai 1806 à Saint-Cloud ordonne la création de quinze nouvelles fontaines à Paris, afin d'améliorer l'approvisionnement en eau de la capitale française. Leur construction est en grande partie confiée à l'architecte François-Jean Bralle, tandis que leur décoration sculptée est l'œuvre de plusieurs artistes, notamment Pierre-Nicolas Beauvallet et Achille Valois.
La majorité de ces fontaines sont détruites lors des travaux haussmanniens, entre 1850 et 1870. En 2014, il n'en reste plus que 5, dont seulement 2 sont toujours situées à leur emplacement d'origine.

## Fontaines

### Fontaines subsistantes
La liste suivante recense les fontaines qui sont toujours installées en 2014.
| Fontaine            | Emplacement                                          | Arrdt. | Architecte           | Sculpteur                               | Construction | Notes | Coordonnées                      | Illus. |
| ------------------- | ---------------------------------------------------- | ------ | -------------------- | --------------------------------------- | ------------ | --- | -------------------------------- | ------ |
| Fontaine du Fellah  | 97, rue de Sèvres                                    | 7e     | François-Jean Bralle | Pierre-Nicolas Beauvallet               | 1806         | | 48° 50′ 55″ nord, 2° 19′ 16″ est |        |
| Fontaine de Léda    | Jardin du Luxembourg, arrière de la fontaine Médicis | 6e     | François-Jean Bralle | Achille Valois                          | 1807         | Située à l'origine à l'angle des rues de Vaugirard et du Regard, déplacée en 1856                                         | 48° 50′ 53″ nord, 2° 20′ 21″ est |        |
| Fontaine de Mars    | 129, rue Saint-Dominique                             | 7e     | François-Jean Bralle | Pierre-Nicolas Beauvallet               | 1806-1808    | Pierre-Nicolas Beauvallet                                                                                                 | 48° 51′ 30″ nord, 2° 18′ 09″ est |        |
| Fontaine de la Paix | Allée du Séminaire (rue Bonaparte)                   | 6e     | Destournelles        | Jean-Joseph Espercieux                  | 1807         | À l'origine place Saint-Sulpice, déplacée en 1824 dans le marché Saint-Germain, déplacée à son emplacement actuel en 1935 | 48° 50′ 58″ nord, 2° 19′ 58″ est |        |
| Fontaine du Palmier | Place du Châtelet                                    | 1er    | François-Jean Bralle | Louis Boizot et Henri-Alfred Jacquemart | 1808         | Déplacée de quelques mètres lors du réaménagement de la place en 1858                                                     | 48° 51′ 27″ nord, 2° 20′ 50″ est |        |

### Fontaines disparues
La liste suivante recense les fontaines démolies depuis.
| Fontaine                                                    | Emplacement                                       | Arrdt. | Architecte                                                       | Sculpteur                 | Construction | Destruction         | Notes                                                                                                   | Illus. |
| ----------------------------------------------------------- | ------------------------------------------------- | ------ | ---------------------------------------------------------------- | ------------------------- | ------------ | ------------------- | --- | ------ |
| Fontaine Censier                                            | Angle des rues Censier et Mouffetard              | 5e     | François-Jean Bralle                                             | Achille Valois            |              | 1867                | |        |
| Fontaine de la Charité                                      | Rue de la Folie-Méricourt                         | 11e    |                                                                  | Augustin Félix Fortin     |              | 1855                | En subsiste un bas-relief, sur le mur du 48, rue de Sévigné                                             |        |
| Fontaine de l'Institut                                      | Devant l'Institut de France                       | 6e     | Antoine Vaudoyer                                                 |                           | 1811         | 1865                | Les lionnes sculptées sont actuellement situées dans le square des Frères-Farman à Boulogne-Billancourt |        |
| Fontaine du lycée Bonaparte                                 | Près de la rue de Caumartin                       | 9e     |                                                                  |                           |              |                     | |        |
| Fontaine du Marché-aux-Chevaux                              | Angle des rues Poliveau et Geoffroy-Saint-Hilaire | 5e     |                                                                  |                           |              | 1868                | Également nommée fontaine Poliveau                                                                      |        |
| Fontaine du Parvis Notre-Dame                               | Hôtel-Dieu                                        | 4e     | François-Jean Bralle                                             | Augustin Félix Fortin     | 1806         |                     | Remplaçait une ancienne fontaine du même nom, détruite en 1748                                          |        |
| Fontaine de la place de l'École                             | Place de l'École                                  | 1er    | François-Jean Bralle                                             |                           | 1806         | 1854                | |        |
| Fontaine de la pointe Saint-Eustache                        | Angle des rues Montorgueil et Montmartre          | 1er    | François-Jean Bralle                                             | Pierre-Nicolas Beauvallet | 1806         | Avant 1855          | |        |
| Fontaine Saint-Denis                                        | 263, rue Saint-Denis                              | 2e     |                                                                  |                           |              | 1860                | |        |
| Fontaine du Marché-Saint-Honoré (ou du marché des Jacobins) | Place du Marché-Saint-Honoré                      | 1er    | Jacques Molinos (architecte) et François-Jean Bralle (ingénieur) |                           | 1810         | années 1930 ou 1950 | |        |